# Thin Line Between Love and Hate
Thin Line Between Love and Hate è un singolo del 1971 del gruppo statunitense The Persuaders. 

## Testo
Il brano racconta in prima persona la storia di un uomo abituato a rientrare alle prime ore dell'alba contando sull'apparente totale comprensione da parte della moglie, che però alla fine, esasperata, a sorpresa reagisce violentemente facendolo risvegliare all'ospedale, bendato dalla testa ai piedi.

## Tracce
Lato A:
1. Thin Line Between Love and Hate – 3:16 (Richard Poindexter, Robert Poindexter, Jackie Members)

Lato B:
1. Thigh Spy – 2:45

## Produzione
Il brano è stato scritto dai fratelli Richard e Robert Poindexter e da Jackie Members, moglie di Robert. 

## Accoglienza
La canzone è stata il maggior successo del gruppo, rimanendo per due settimane al primo posto della classifica Billboard R&B e arrivando al 15º posto della Billboard Hot 100.

## Cover
Il brano è stato ripreso in seguito da altri artisti:
- Nel 1973 Il cantante reggae giamaicano B.B. Seaton incise il brano nel suo album Thin Line Between Love and Hate pubblicato con l'etichetta Trojan Records.[4]
- Nel 1984 i The Pretenders hanno inciso una loro versione inclusa nell'album Learning to Crawl, con Paul Carrack alle tastiere e ai cori. Fu pubblicato come singolo, raggiungendo la posizione 83 nella Billboard Hot 100 e la posizione 49 nella UK Singles Chart.[5] In questa versione, il gruppo modificò il testo originale, raccontando la vicenda in seconda persona.
- Nel 1995 Annie Lennox incise una sua versione con testi leggermente modificati, raccontando la vicenda in seconda persona e aggiungendo alcuni nuovi versi finali. Il brano è stato inserito nel suo secondo album solista Medusa.[6]
- Nel 1996 il trio vocale H-Town reinterpretò il brano come parte della colonna sonora del film di Martin Lawrence La linea sottile tra odio e amore, cambiando il titolo in A Thin Line Between Love & Hate. Il brano si classificò al 6º posto della classifica Billboard R&B e al 37º della Billboard Hot 100[3]. L'album contenente la colonna sonora del film fu inoltre certificato disco d'oro.[7]